# The Drawn Together Movie: The Movie!
The Drawn Together Movie: The Movie! ist ein Direct-to-DVD Film von Dave Jeser und Matt Silverstein. Er ist der erste Film zur gleichnamigen, mittlerweile eingestellten Serie Drawn Together. Der Film setzt sich ironisch und mit dem derben Humor der Serie mit deren Absetzung auseinander. Er erschien am 20. April 2010 auf Blu-ray Disc und DVD. Vertrieben wird der Film über Comedy Central und Paramount Home Entertainment.

## Handlung
Nach einer zeitlichen Vorblende realisiert Foxxy Love, dass sich etwas im Haus geändert hat. Ihr wird bewusst, dass sie, ohne zensiert zu werden, fluchen kann. Noch machen sich die anderen Bewohner über sie lustig, doch Foxxy versucht der Angelegenheit auf den Grund zu gehen. Sie erkennt, dass die Produktionscrew das Haus verlassen hat. Dies lässt nur einen Schluss zu: Die Serie wurde abgesetzt. Da die Hausbewohner durch den geldgeilen Produzenten (The jew producer) nach wie vor gezwungen wurden, blöde Aufgaben für schlechte Preise zu lösen, kommt diese Nachricht für alle überraschend.
Anderenorts, bei der Familie des geldgeilen Produzenten, lüften sich die Hintergründe. Der Fernsehboss, dargestellt als puritanischer Familienvater, dessen Familie durch die Hausbewohner indirekt, aufgrund ihres eigenen Puritanismus umgekommen ist, sinnt auf Rache und möchte die Hausbewohner auslöschen, die offensichtlich gängige Vorgehensweise für abgesetzte Trickfilm-Charaktere. Bisher hatte der geldgeile Produzent sich schützend vor sein Werk gestellt. Er verriet den Hausbewohnern, dass sie alle Fakes und Kopien ihrer Charaktere sind, was einige von diesen nicht glauben wollen. Der Senderboss hat derweil den Sohn des Produzenten gefangen genommen und zwingt diesen, gemeinsam mit der Mordmaschine I.S.R.A.E.L. (Intelligent Smart Robot Animation Eraser Lady), die Hausbewohner  mit der Hilfe von sogenannten „Auslöschungsbomben“ zu vernichten.
Prinzessin Clara, Ling-Ling, Xandir und Captain Hero mit seiner toten Freundin, die noch nicht realisiert haben, dass sie weder Superheld, noch Pokémon, noch Videospielheld, noch Disney-Prinzessin sind, wollen sich in Claras Königreich verstecken, müssen jedoch erkennen, dass auch der aus der Serie bekannte König, Claras Vater, nicht real war und hier ein anderer König herrscht. Daher sind sie dort nicht willkommen und sollen hingerichtet werden. Derweil verwickelt der geldgeile Produzent I.S.R.A.E.L. in eine Diskussion, weshalb es unschuldige Menschen töten will und über das Existenzrecht der Mordmaschine an sich. I.S.R.A.E.L. würgt diese Debatte jedoch mit Waffengewalt ab. An anderer Stelle versuchen Wollknäuel, Spanky Ham und Foxxy Love mit ihren Sendeplatznachfolgern, einer schlechten Unterhaltungssendung namens The Suck my Taint Show, ins Gespräch zu kommen. Die Hauptdarstellerin dieser Serie, ein kleines Mädchen, das, wie alle anderen Teilnehmer dieser Show, im Stil von South Park dargestellt ist, empfiehlt den dreien, für den Fortbestand ihrer Sendung ein gutes Argument zu finden.
I.S.R.A.E.L. hat die Gruppe im Märchenschloss bereits aufgespürt und versucht diese auszuradieren. Auf ihrer Flucht treffen sie die Gruppe von Foxxy und es gelingt ihnen abermals zu entkommen. Sie holen Toot aus der Vorblende ab und reisen nach Make-A-Point-Land, um ein wichtiges Argument für ihr Fortbestehen zu finden. Unterwegs treffen sie den Giganten, der sich selbst in den Mund scheißt und helfen ihm dabei, einen anderen Ort für seine Fäkalien zu finden. Die Überreste der auf der Flucht verstorbenen Clara finden hierbei eine würdige neue Funktion. Kaum am Ziel, werden sie vom Suck my Taint-Girl hintergangen, welches dem Medienkonzernboss und I.S.R.A.E.L. ihre Position verraten hat. Der geldgeile Produzent stellt sich angesichts der Auslöschung seines Werkes jedoch noch einmal zwischen die Unschuldigen und I.S.R.A.E.L. und kann die Mordmaschine zu einer friedlichen Koexistenz bewegen. Doch der fanatische Medienmogul will die Auslöschung der Helden und versucht, mit einem Sprengstoffgürtel alles zu vernichten. Mit Hilfe des Giganten, der nun nicht mehr in seinen Mund scheißt, gelingt ihnen die Flucht vor der Druckwelle der Detonation. 
Der Sohn des  geldgeilen Produzenten will das Werk seines verstorbenen Vaters würdig abschließen und verspricht den Hausbewohnern einen Direct-to-DVD-Film. Das vermeintliche Happy End wird jedoch durch Spanky Ham verhindert, als dieser versehentlich auf eine übriggebliebene Auslöschungsbombe tritt und dadurch die Vernichtung aller Anwesenden auslöst.

## Rezeption
“Right in the midst of the animation revolution, when shows like South Park, The Simpsons and Family Guy dominated TV (they still do, for the most part), Drawn Together arrived like the bastard child of all three shows. It was crass, insane, racist, off-the-wall, and outlandish. Even worse, it wasn't very good.

The show wanted to borrow elements from each series, but it failed to execute the themes in an effective manner. The witty irreverent humor the show attempted to borrow from The Simpsons was replaced with cheap gags and gimmicks. The crass humor borrowed from Family Guy was not longer sly, subversive or edgy. And the political/social satire borrowed from South Park was replaced with meaningless, mean-spirited banter. Alas, The Drawn Together Movie: The Movie was not made for non-fans. […] Rather, this is a film for the series' devoted cult following – a love letter to their dedication and support. And those fans will inevitably be pleased with this feature-length series finale, so to speak. The film is packed with low-brow entertainment, and all your favorite characters are here, as crass and offensive as ever.”

„Mitten in der Animationsrevolution, als Shows wie South Park, Die Simpsons und Family Guy das Fernsehen dominierten (das tun sie zum größten Teil immer noch), erschien Drawn Together wie die Bastardkind aller drei Shows. Es war krass, wahnsinnig, rassistisch, verrückt und ausgefallen. Schlimmer noch, es war nicht sehr gut.

Die Show wollte Elemente aus jeder Serie ausleihen, konnte die Themen jedoch nicht effektiv umsetzen. Der witzige, respektlose Humor, den die Serie von den Simpsons zu übernehmen versuchte, wurde durch billige Gags und Gimmicks ersetzt. Der krass Family Guy entlehnte Humor war nicht mehr hinterlistig, subversiv oder kantig. Und die politische/soziale Satire aus South Park wurde durch bedeutungsloses, gemeines Geplänkel ersetzt. Ach, The Drawn Together Movie: The Movie wurde nicht für Nicht-Fans gemacht. […] Vielmehr ist dies ein Film für die hingebungsvolle Kult-Gefolgschaft der Serie – ein Liebesbrief an ihre Hingabe und Unterstützung. Und diese Fans werden sozusagen über dieses abendfüllende Serienfinale unweigerlich erfreut sein. Der Film ist vollgepackt mit schlichter Unterhaltung, und alle Ihre Lieblingscharaktere sind hier, so krass und anstößig wie eh und je.“

„Ein Sammelsurium des grenzwertigen Humors, der nicht jedermanns Geschmack trifft – und dies auch gar nicht möchte.“